# Avionics Communications Router
Pour les articles homonymes, voir ACR.
L'Avionics Communications Router (ACR) est un routeur de communication pour les avions Airbus de la famille A380, A400M et A350.

## Description
Ce routeur est un système embarqué permettant aux applications AOC et ATC d'établir des communications avec des systèmes au sol, en utilisant différents média (VHF, HF ou SATCOM).
L'ACR embarqué dans les avions de la famille A380, A400M et A350 utilise des messages ACARS pour communiquer. L'ACR pour l'A350 permet aussi d'utiliser l'ATN en même temps que l'ACARS.